# Пам'ятний знак Конотопської битви

Пам'ятний знак Конотопської битви

Па́м'ятний знак Коното́пської би́тви — це 4-тонний камінь, на якому викарбувано малий герб України — тризуб, зображено печатку «Військо Запорозького коша», а також текст:
| “Цей пам’ятний знак установлено на честь перемоги козацького війська спільно з представниками військ країн сучасної східної Європи над російською окупаційною армією у Конотопській битві влітку 1659 року”. |
На іншому боці каменя зазначено:
| “У цій місцині у 1659 році в Конотопській фортеці козаки на чолі з полковником Григорієм Гуляницьким героїчно витримали 70-денну облогу московських військ”. |
Пам'ятний знак Конотопської битви у 2015 р. з нагоди 356-ї річниці Конотопської битви відкрили у Конотопі. У події в суботу, 11 липня, взяли участь декілька тисяч жителів міста, керівники області, народні депутати, представники духовенства, партій націоналістичного спрямування, козацьких організацій, волонтери. Пам'ятний знак встановлено на тому місці, де колись був мур Конотопської фортеці
.
У 2015 р. перед встановленням Знаку організована акція «Пам'ятний знак Конотопської битви — в містах України». Згідно з цією акцією по 18 містах України — від Маріуполя до Львова, від Харкова до Одеси — організовано провезення і презентація Пам'ятного знаку Конотопської битви, освяченого Патріархом України Філаретом у Києві.